# Dopaminergičan
Termin dopaminergičan (dopaminergik) se koristi za označavanje hemijskih i bioloških struktura koje utiču na dejstvo neurotransmitera dopamina. Na promer, pojedini proteini kao što su dopaminski transporter (DAT), vezikularni monoaminski transporter 2 (VMAT2), i dopaminski receptori se mogu klasifikovati kao dopaminergici. Neuroni koji sintetišu ili sadrže dopamin i sinapse sa dopaminskim receptorima se takođe nazivaju dopaminergičkim. Enzimi koji regulišu biosintezu ili metabolizam dopamina, kao što su aromatična L-aminokiselinska dekarboksilaza (AAAD), DOPA dekarboksilaza (DDC), monoaminska oksidaza (MAO), i katehol O-metil transferaza (COMT) se nazivaju dopaminergičnim. Na kraju, bilo koja endogena ili eksogena hemijska supstanca čije dejstvo utiče na dopaminske receptore ili oslobađanje dopamina putem indirektnog dejstva ima dopaminergičko dejstvo. Dva prominentna primera su opioidi koji indirektno pojačavaju oslobađanje dopamina u putevima nagrađivanja, i amfetamini, koji direktno pospešuje otpuštanje dopamina vezivanjem za, i inhibiranjem VMAT2-a.